# I Wanna Get Funky
I Wanna Get Funky è un album in studio del cantante e chitarrista statunitense Albert King, pubblicato nel 1974.

## Tracce
1. I Wanna Get Funky (Carl Smith) – 4:08
2. Playing on Me (Sir Mack Rice) – 3:25
3. Walking the Back Streets and Crying (Sandy Jones) – 6:28
4. 'Til My Back Ain't Got No Bone (Eddie Floyd, Alvertis Isbell) – 7:32
5. Flat Tire (Henry Bush, Booker T. Jones, Albert King) – 4:43
6. I Can't Hear Nothing But the Blues (Henry Bush, Dave Clark) – 4:16
7. Travelin' Man (Albert King) – 2:52
8. Crosscut Saw (R.G. Ford) – 7:45
9. That's What the Blues Is All About (Bobby Patterson, Jerry Strickland) – 3:53